# Big Mountain (gruppo musicale)
I Big Mountain sono un gruppo musicale reggae statunitense, divenuto famoso negli anni novanta per la cover della canzone di Peter Frampton Baby, I Love Your Way.

## Discografia

### Album
- 1993 - Wake Up (Quality)
- 1994 - Unity (Giant) - US numero 174
- 1995 - Resistance (Giant)
- 1997 - Free Up (Giant/Warmer Bros.)
- 1999 - Things to Come (Rebel Ink)
- 2001 - Dance Party (Mega)
- 2002 - New Day (Pony Canyon)
- 2003 - Cool Breeze (Rebel Ink)
- 2003 - Reggae Remakes: Covers in Paradise (Pony Canyon)
- 2008 - Versions Undercover (Rebel Ink)
- 2023 - "Hear That Sound" (Unimusic)

### Singoli
- 1992 - Touch My Light (Quality) - US numero 51
- 1993 - Reggae Inna Summertime (Quality)
- 1994 - Baby, I Love Your Way - UK numero 2, US numero 6
- 1994 - I Would Find a Way (Warner Bros.)
- 1994 - Baby te quiero a ti
- 1994 - Sweet Sensual Love (Warner Bros.) - UK numero 51, US numero 80
- 1995 - Get Together - US numero 44
- 1997 - All Kinds of People (Giant)
- 2023 - "Hear That Sound"